# Marcel Rohner
Marcel Rohner, född den 21 juni 1964 i Baar, Schweiz, är en schweizisk bobåkare.
Han tog OS-silver i herrarnas fyrmanna i samband med de olympiska bobtävlingarna 1998 i Nagano.